# Quercus dumosa
Quercus dumosa е вид растение от семейство Букови (Fagaceae). Видът е застрашен от изчезване.

## Разпространение
Разпространен е в Мексико и САЩ.